# Світлий (Татищевський район)
Світлий — смт, ЗАТО в Саратовській області, Росія, яке з усіх боків оточене Татищевським районом. Селище має статус міського округу.
Містоутворююче підприємство — військова частина 89553 (Червонопрапорна Таманська ракетна дивізія Ракетних військ стратегічного призначення) була сформована 24 липня 1964 року. Площа 349 га. Глава міського округу ЗАТО Світлий — Колесніков Сергій Вікторович, голова адміністрації міського округу ЗАТО Світлий — Нагієв Заур Едуардович.

## Підприємства
МУП «Пекарня» ЗАТО Світлий
Основне завдання створення МУП «Пекарня» — це безперебійне забезпечення жителів хлібом і хлібобулочними виробами, створення нових робочих місць.
МУП «Пекарня» почала свою фінансово-господарську діяльність в серпні 2003 року. Підприємство працює цілодобово. Директор — Коркішко Василь Федорович.
МУП «ЖКГ» ЗАТО Світлий
Підприємство створене з метою забезпечення населення, підприємств, організацій та установ міського округу ЗАТО Світлий житлово-комунальними послугами, послугами з утримання та обслуговування житлового фонду міського округу ЗАТО Світлий, виконання робіт з благоустрою ЗАТО, отримання прибутку. Виконує роботи для населення, надає житлово-комунальні послуги за цінами і тарифами, затвердженими Муніципальним зборами міського округу ЗАТО Світлий. Директор — Ільїн Олександр Михайлович.